# 乂静省
乂静省（越南语：／），是越南1975年至1991年间的省份，省莅在荣市，今属乂安省和河静省。

## 地理
乂静省北接清化省，西接老挝，南接平治天省，东临北部湾。

## 历史
1975年12月27日，越南政府合并省份，乂安省和河静省合并为乂静省，省莅荣市。
乂静省下辖荣市、河静市社和英山县、锦川县、干禄县、昆光县、演州县、都梁县、德寿县、兴元县、香溪县、香山县、奇英县、祈山县、南坛县、宜禄县、宜春县、义坛县、桂峰县、葵州县、葵合县、琼瑠县、新琦县、石河县、清漳县、襄阳县、安城县25县。
1977年3月26日，襄阳县1社划归祈山县管辖。
1991年8月12日，越南国会通过决议，撤销乂静省，恢复乂安省和河静省。乂安省下辖荣市和英山县、昆光县、演州县、都梁县、兴元县、祈山县、南坛县、宜禄县、义坛县、桂峰县、葵州县、葵合县、琼瑠县、新琦县、清漳县、襄阳县、安城县17县；河静省下辖河静市社和锦川县、干禄县、德寿县、香溪县、香山县、奇英县、宜春县、石河县8县。

## 行政区划
1991年，乂静省下辖1市1市社25县。
- 荣市
- 河静市社
- 英山县
- 锦川县
- 干禄县
- 昆光县
- 演州县
- 都梁县
- 德寿县
- 兴元县
- 香溪县
- 香山县
- 奇英县
- 祈山县
- 南坛县
- 宜禄县
- 宜春县
- 义坛县
- 桂峰县
- 葵州县
- 葵合县
- 琼瑠县
- 新琦县
- 石河县
- 清漳县
- 襄阳县
- 安城县